# ディオニソスの祭り
ディオニソスの祭り（ディオニソスのまつり、仏: Dionysiaques）作品62は、フランスの作曲家フローラン・シュミットが作曲した吹奏楽曲。20世紀前半に作曲された吹奏楽曲としては、グスターヴ・ホルストの「吹奏楽のための第1組曲」、アルノルト・シェーンベルクの「主題と変奏」などと並ぶと評されている。

## 概要
「ディオニソス（ディオニューソス・デオニュソス）」とは、ギリシャ神話における豊穣・酒・酩酊をつかさどる神のこと。ただし、この曲で描かれているディオニソスは、ギリシャ神話の祖先にあたるエーゲ文明における、狂乱と陶酔を象徴する神というイメージの方がより近い。
この作品は、特にフランスで盛んであった、吹奏楽による野外演奏を意図して作曲された。曲は1913年には完成していたが、初演は大きく遅れ、1925年6月に、パリのリュクサンブール公園で、ギヨーム・バレー（Guillaume Balay）指揮のギャルド・レピュブリケーヌ吹奏楽団によって行われた。
曲は大きく緩-急-緩-急の4部からなっている。冒頭、低音金管楽器によるおどろおどろしい旋律から始まり、その後に続く緩の部分には、譜面上に調性を示す記号がなく、旋律からは古代の怪しげな祭典を思わせる雰囲気が漂っている。3拍子の速いテンポで演奏される主部は、次第に群集が熱狂的な踊りの中に身を委ねるかのような、軽快さと荒々しさが同居した曲想が展開される。
冒頭部分に象徴されるように、低音金管楽器に高度な表現力が要求されるほか、全体を通じて木管楽器中心にソリスティックな速いパッセージがたびたび登場する。各パートの入りのタイミングの噛み合わせも難しく、要求される音域の幅広さとあいまって演奏の難易度はきわめて高い。
日本では、吹奏楽コンクールの自由曲として演奏される機会が多い。ただし、演奏人数（後述）の制約に加え、コンクールという性質上どうしても「高度な演奏テクニック」という面が強調されがちなため、本来の作曲意図とは大きく異なる演奏になっているものが多い。

## 編成
この作品の最大の特徴として、サクソルン属の金管楽器を大量に採用した巨大な編成が挙げられる。とりわけ、総勢12名にも及ぶバスおよびコントラバス・サクソルンは圧巻である。スコアに記載された編成で演奏しようとすると、最低でも約88名もの演奏者が必要となる（演奏任意のパートを省略するか否かで若干増減する）。また、下記の一覧にも示されているように、スコアには多くの楽器で奏者数を倍加させてもよいと記されており、それを実行すると120名を超える。
現在ではほとんど使用されないコントラバスサリュソフォーンや、指定数のサクソルン属の楽器を集めるのは難しく、現在この曲をオリジナル通りに演奏できる団体は、単独としてはほとんど存在しない。このため、後述するようにその時々で一般的とされる編成で演奏可能なように書き直された版が複数存在する。なお、原典版ではフランスの伝統的な吹奏楽編成の書法に則って、トゥッティのクラリネットが2パート（アメリカやその影響を受けた日本、オランダなどでは3パートが主流）になっている。
以下に、本作品で用いられる楽器を列挙する。楽器名やパート数の右肩に付けられた*印はその楽器を用いることが任意(ad lib.) であることを表し、+印は奏者数を倍加させてもよいと記されていることを表す。
- 木管楽器:
  - ピッコロ2、フルート2+、オーボエ2、コーラングレ*+、ファゴット*2+、コントラバスサリュソフォーン*+
  - 小クラリネット2+、独奏クラリネット2、クラリネット2（各12名）、バスクラリネット*2+、コントラバスクラリネット*+
  - アルトサクソフォーン2+、テナーサクソフォーン2+、バリトンサクソフォーン2+、バスサクソフォーン*+
- サクソルン属以外の金管楽器: トランペット2+、コルネット2+、ホルン2+、トロンボーン3、バストロンボーン
- 打楽器: ティンパニ、スネアドラム、フィールドドラム、タンバリン、カスタネット、トライアングル、タムタム、シンバル（合わせおよびサスペンデッド）、バスドラム
- 鍵盤打楽器および鍵盤楽器: 鍵盤付きグロッケンシュピール*、シロフォン*、チェレスタ*
- サクソルン属の金管楽器: 小ビューグル*+、第1ビューグル2+、第2ビューグル2+、アルト3、バリトン2、バス（6名）、コントラバス（6名）
- 弦楽器: コントラバス*2+

管弦楽等で一般的に用いられる金管楽器とサクソルン属の金管楽器とを明確に区分した編成（とオーケストレーション）は独特の効果を与えており、特に野外演奏では2つの金管楽器セクションが絶妙に交じり合って、豊かな色彩感を生み出している。

## 楽譜
作曲者の存命中に出版された正統な楽譜としては、上記の編成である原典版の総譜と、これに先立って作曲者本人の編曲によるピアノ連弾版が出版されている。作曲者の没後、フランスの軍楽隊を念頭に書かれた原典版は他国の楽団では演奏しにくいことから、主にアメリカ式の吹奏楽編成に近づける形で楽器の置き換えや所要人数の削減を行った編曲が複数作られた。こうしたコンセプトの編曲版としては、ガイ・デューカー（1975年）、服部浩行（2010年出版）、フェリックス・ハウスヴィルト（2012年出版）によるものなどがある。一方で、こうした編曲によって原典版の精緻なオーケストレーションが損なわれることへの懸念から、現代の吹奏楽編成に含まれない楽器のパートを比較的入手しやすい楽器に置き換えるのみにとどめ、音楽自体には手を加えないという方針の鈴木英史による校訂版（2011年出版）のような楽譜も存在する。